# 維盧尤山 (皮圖馬卡區)
13°51′05″S 70°55′34″W / 13.85139°S 70.92611°W
維盧尤山（Viluyo），是秘魯的山峰，位於該國東南部庫斯科大區，由坎奇斯省的皮圖馬卡區負責管轄，屬於韋爾卡努塔山脈的一部分，海拔高度約5,200米。